# Poascirtus voeltzkowi
Poascirtus voeltzkowi är en insektsart som beskrevs av Henri Saussure 1899. Poascirtus voeltzkowi ingår i släktet Poascirtus och familjen vårtbitare. Inga underarter finns listade i Catalogue of Life.